# Nemšová
Nemšová er en by i det vestlige Slovakiet. Byen ligger i regionen Trenčín,  ved bredden af floden Váh. Den ligger kun 10 kilometer fra grænsen til Tjekkiet, og 10 kilometer fra den Trenčín. Byen har et areal på 33,44 km² og en befolkning på 6.335(2021) indbyggere.

## Eksterne links
- Officiel hjemmeside

- Wikimedia Commons har flere filer relateret til Nemšová